# ایگور رودیونوف
ایگور رودیونوف (روسی: Игорь Николаевич Родионов؛ ۱ دسامبر ۱۹۳۶ – ۱۹ دسامبر ۲۰۱۴) یک ژنرال و سیاست‌مدار اهل اتحاد جماهیر شوروی سوسیالیستی بود. 
وی همچنین برنده جوایزی همچون درجه پرچم سرخ شده است.